# Zbiornik Czapnica
Zbiornik Czapnica (także: Jezioro Czapnica) – zespół sztucznych zbiorników powyrobiskowych, zlokalizowanych na Starołęce Wielkiej w Poznaniu.
Zbiorniki znajdują się pomiędzy ulicami Rydzową, Henryka Arctowskiego i Bronisława Malinowskiego, przy granicy z gminą Mosina. Na zespół składają się trzy zbiorniki na rzece Czapnicy o łącznej powierzchni 13,64 ha. Są zarybiane przez koło PZW Starołęka. Odbywają się tu zawody wędkarskie.

## Galeria

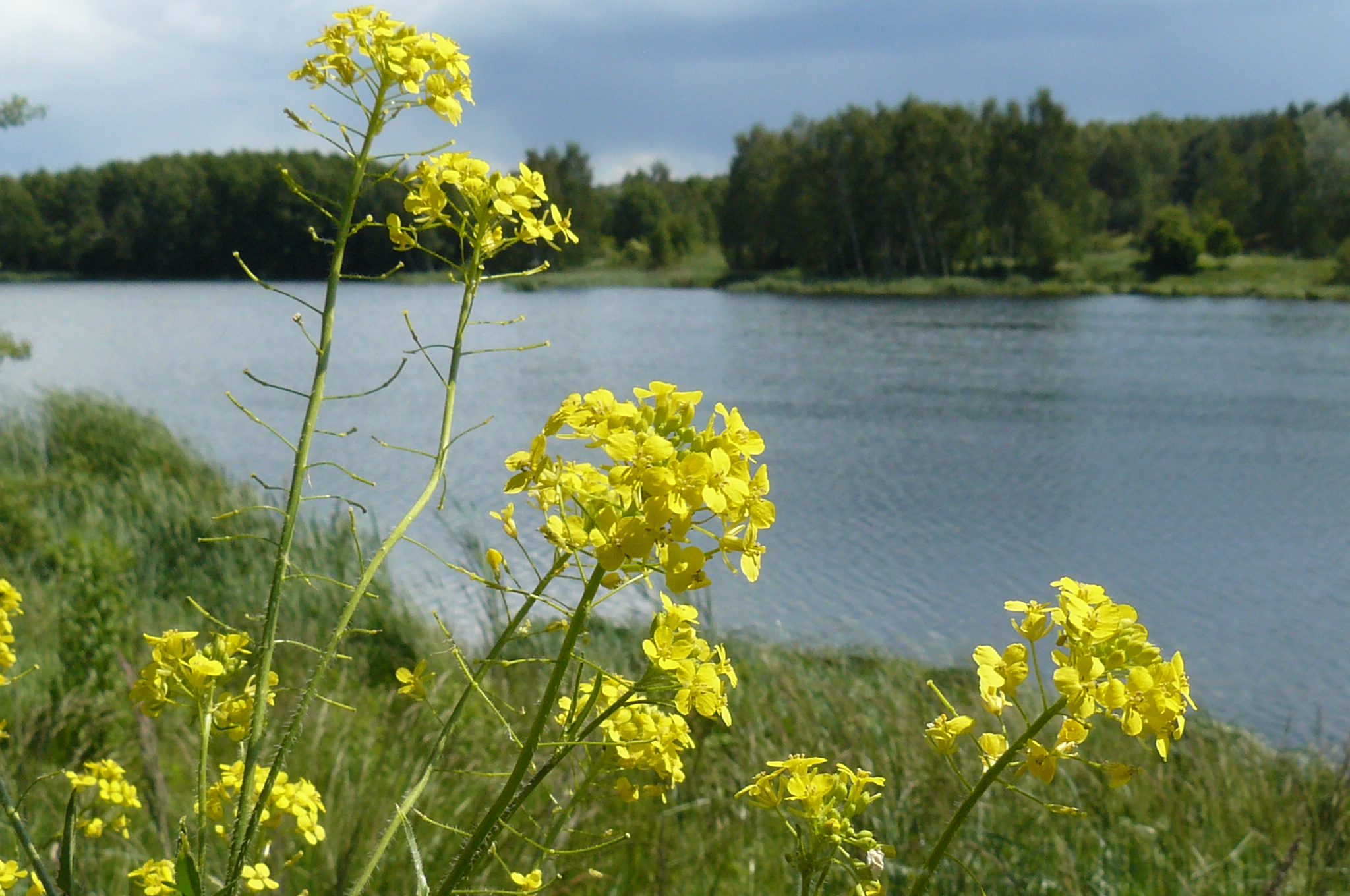
Kwiaty na północnym brzegu, prawdopodobnie gorczyca polna
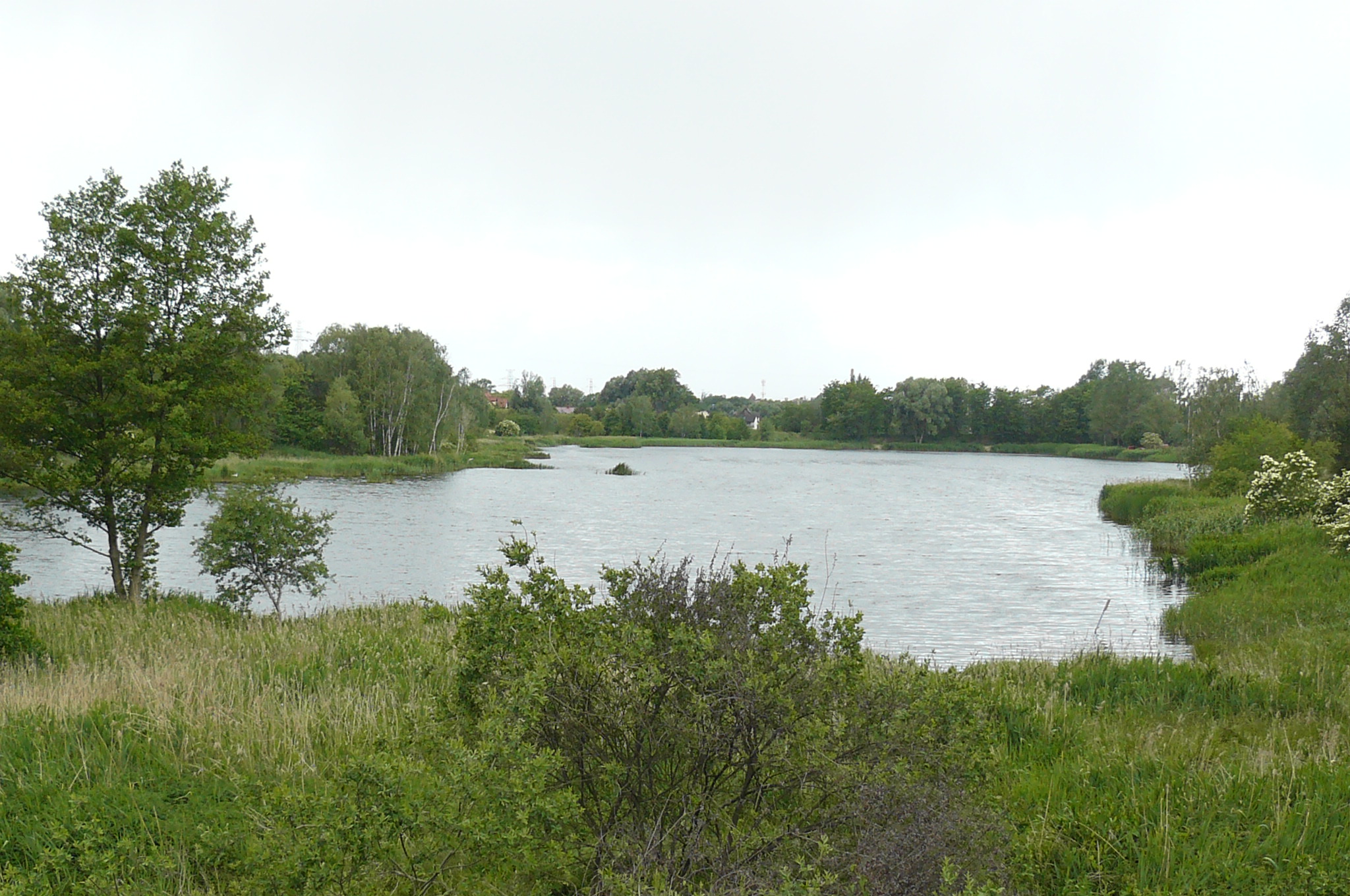
Widok ogólny